# Distintivo di combattimento sui mezzi corazzati dell'aviazione
Il distintivo di combattimento sui mezzi corazzati dell'aviazione  (in tedesco Panzerkampfabzeichen der Luftwaffe), promosso dal comandante della Luftwaffe il Reichsmarschall Hermann Göring e istituito il 3 novembre 1944, è stato un distintivo onorifico della Germania Nazista assegnato per importanti atti di valore dell'aeronautica corazzata nazista durante la seconda guerra mondiale.

## Versioni
Il distintivo, ripreso dal distintivo da battaglia per carristi della Heer, era dapprima diviso in due sole classi, bronzo e argento, ma ad una settimana dalla sua istituzione, il 10 novembre 1944, vennero a queste aggiunte altre quattro classi che rappresentano il numero di giorni di lotta eseguiti dal militare cui viene conferito il distintivo: 20, 50, 75, o 100 giorni d'assalto; per i 20 e 50 il distintivo era ora di bronzo mentre per i 75 e 100 d'argento.
Ai sensi della legge sui titoli, ordini e decorazioni del 26 luglio 1957 promulgata dalla Repubblica Federale di Germania la decorazione può essere utilizzata, qualora conferita, sotto rimozione della svastica dal distintivo.

## Descrizione
Il badge è stato fatto di una corona ovale di foglie di quercia, dalla quale emerge un carro armato, un Panzerkampfwagen IV, diretto verso destra, sormontato da un'aquila della Luftwaffe.
Il premio veniva indossato sulla parte inferiore del taschino sinistro della divisa, sotto la Croce di Ferro di I Classe, o grado equivalente, in caso di aggiudicazione.